# Ondaine
Die Ondaine (im Oberlauf Ondenon genannt) ist ein Fluss in Frankreich, der im Département Loire in der Region Auvergne-Rhône-Alpes verläuft. Sie entspringt an der Gemeindegrenze von Planfoy und Saint-Genest-Malifaux, im Regionalen Naturpark Pilat, entwässert generell Richtung West bis Nordwest durch das Ballungszentrum westlich von Saint-Étienne und mündet nach rund 19 Kilometern im Gemeindegebiet von Unieux im Rückstau der Barrage de Grangent als rechter Nebenfluss in die Loire.

## Orte am Fluss
(in Fließreihenfolge)
- La Ricamarie
- Le Chambon-Feugerolles
- Firminy
- Unieux